# Марта Луиза, принцесса Норвежская
Ма́рта Луи́за, принцесса Норвежская (норв. Märtha Louise, Prinsesse av Norge; 22 сентября 1971, Осло, Норвегия) — норвежская принцесса, дочь короля Харальда V и королевы Сони. Занимает четвёртое место в линии наследования норвежского престола после брата и двух племянников. В 2002—2017 годах жена писателя Ари Бена, с 2024 года жена Дурека Верретта, называющего себя шаманом и целителем.

## Семья
С 2002 по 2017 год Марта Луиза была замужем за писателем Ари Беном (1972—2019), от которого родила трёх дочерей: Мод Ангелику Бен (29 апреля 2003), Леа Айседору Бен (8 апреля 2005) и Эмму Таллулу Бен (29 сентября 2008). Развод пары стал первым в истории современной королевской семьи Норвегии. 25 декабря 2019 года Ари Бен покончил с собой из-за проблем, вызванных алкоголизмом и расстройствами психического здоровья.
С 2019 года принцесса встречается с писателем и самопровозглашённым шаманом Дуреком Верреттом. В июне 2022 года пара объявила о намерении пожениться. 31 августа 2024 года у них состоялась свадьба.

## Книги
В 2002 году Марта Луиза и её муж написали книгу о своей совместной жизни до брака. В ноябре 2004 года принцесса издала сказку для детей о молодом принце, прототипом которого явился её дед король Улаф V (Why Kings and Queens Don’t Wear Crowns). К книге прилагался компакт-диск с текстом книги, который читает автор.
Широкий резонанс в Норвегии вызвало решение Марты Луизы открыть центр по обучению альтернативной медицине. Принцесса заявила, что обладает паранормальными способностями и может научить людей общаться с ангелами, что вызвало сначала недоумение в обществе, но потом все отнеслись к этому благосклонно. В 2012 году Марта Луиза в соавторстве с Элизабет Норденг издала книгу об ангелах «Духовный пароль».

## Награды
- Дама королевского семейного ордена Олафа V
- Дама королевского семейного ордена Харальда V
- Памятная медаль Серебряного юбилея короля Олафа V (21 сентября 1982 года)
- Дама Большого креста ордена Святого Олафа (1989)
- Памятная медаль Столетия короля Олафа V (2 июля 2003 года)
- Памятная медаль Столетия Норвежского королевского дома (18 ноября 2005 года)
- Памятная медаль Серебряного юбилея короля Харальда V (17 января 2016 года)
- 13 октября 1992: Дама ордена Слона
- 30 апреля 1996: Памятная медаль 50-летия короля Карла XVI Густава
- 13 февраля 2004: Дама Большого креста ордена Инфанта дона Энрике
- Дама Большой ленты ордена Звезды Иордании
- 26 октября 1993: Дама Большого креста ордена Сокола
- 2 июня 2006: Дама Большого креста ордена Гражданских заслуг
- Дама Большого креста ордена Белой розы
- Дама Большого креста ордена Адольфа Нассау
- Дама Большого креста ордена Короны
- Дама Большого креста ордена Полярной звезды
- 30 апреля 2016: Памятная медаль к 70-летию короля Швеции Карла XVI Густава